# Комплект барабани
Комплект барабани е комплект от музикални перкусионни инструменти от групата на мембранофонните. Основно използван в рок, поп и джаз музиката.
Стандартният комплект барабани се състои от:
- голям барабан
- малък барабан
- два високи и един нисък том-том
- педален чинел („фус“)
- „краш“ чинел
- десен висящ „райд“ чинел

Инструменти, които допълнително се включват, са: краш чинел (crash cymbal), сплаш чинел (splash cymbal), китайски чинел (china cymbal), капсулиран чинел, плосък чинел (без кубе), сизъл чинел (sizzle cymbal), суиш чинел (swish cymbal), темпъл блокчета, дървени блокчета (или техния пластмасов вариант джем блокчета), пастирски звънец (cow bell), дайре, рототоми, октобани, тригери (електронни ефекти) и др.
Заедно с комплекта вървят също: единичен или двоен педал за големия барабан, хардуер, микрофони и столче за барабаниста. Общоприета практика е под барабаните да се поставя килим, за да се избегне изместването им по време на свирене.

## История
Комплектът барабани се възприема като единен инструмент, макар всъщност да е сбор от различни инструменти. Всеки един от тях има своя собствена история и съществува самостоятелно далеч преди появата на „комплекта“ като такъв, както и след налагането му в музикалната практика. Основната причина за появата на „комплекта“ е джаз-музиката макар в днешно време да се използва почти във всички стилове. В рамките на по-малко от 50 години комплектът претърпява многократни промени и е „жертва“ на иновации, каквито никой инструмент в музикалната история не е имал за толкова кратко време.
Най-ранни сведения за появата на „комплекта“ датират от 1800 г. Счита се, че първият опит на инструменталист да свири на голям барабан не по обичайния (дотогава) начин с палки, а с педал, дава началото на употребата на „комплекта“. Първите педали за барабани били дървени и се използвали в цирковата музика.
Ранните джаз-музиканти заимствали от тогавашните духови оркестри инструменти като големия барабан (който по-късно започва да се произвежда със значително по-малък диаметър), малкия барабан и чинелите. Малко по-късно започва да се използва и приспособление, което се състои от две метални пластини под формата на буквата „V“, на края на които са закрепени два чинела един срещу друг и които при удар с крак се удрят. Въпросното приспособление е предшественик на днешния педален чинел (фус).
През 1837 г. англичанинът Корнелиус Уард изобретява винтовото обтягане при настройването на барабаните, което заменя опъването на кожите с корди или въжета. Настройването с винтове налага и промени в самия размер на барабаните, например корпусът на малкото барабанче бил редуциран до 20 см.
През 1898 г. Юлисис Гранд Лиди изобретява първата стойка за малък барабан, която може да променя височината си. До края на 19 век се използвали дървени обръчи, след което те били заменени от метални.
През 1909 г. в Чикаго Уилям Лудвиг създава първия метален педал за комплект барабани, който дава възможност на барабанистите да свирят по-бързо, както и да се използват по-силни динамики, тъй като, както казва Лудвиг, с дървените педали това не било възможно.
Друга иновация е изобретението на Робърт Данли през 1914 г. – устройство, с помощта на което могат да се вдигат и отпускат металните корди на малкото барабанче.
Не след дълго, през 1920 г., започва да се налага модата да се включват том-томи към комплекта барабани. Отначало барабанистите използвали китайски и японски том-томи, които се настройвали с корди, както било прието във фолклорната музика на тези страни, а по-късно се преминало към настройване с винтове.
Кожите, които се използват при барабаните, се делят основно на две групи: естествени и изкуствени.
Естествените кожи се предпочитат обикновено заради техния мек топъл звук и специфичен тембър. Използват се телешки кожи. След като се махне външният слой, кожата се изсушава и се обработва на специална кожарска машина. Използва се гърба на животното, тъй като може да се вземе най-широк участък от нея, а и е най-дебела и здрава. След обработката, кожата се завива около дървен обръч подобен на металния на самия барабан, който я притиска. Това се е наложило като практика, за да улесни пренасянето при смяната на една кожа с нова.
Макар естествените кожи да са се наложили като употреба, откакто съществуват барабаните, те имат и своите недостатъци. Естествените кожи, предвид произхода и същността си, са силно хигроскопични (поемат влагата). Влияят се от влажността на въздуха, което променя тона им. Ако са били настроени преди концерт да звучат по един начин, то след като влезе публиката, от дишането въздухът се спарва и кожите се овлажняват. Ако се свири на открито, в зависимост от температурите, барабаните могат за кратко време да повишат или понижат тона си.
Изкуствени кожи (наречени още пластикови кожи) се изработват от синтетични материали, предимно от ПЕТ филм (Polyethylene Terephthalate) – термопластичен полимер от групата на полиестерите, по-популярен в музикантските среди като „Милър“ или „Мелинекс“. През 1958 г. Марион Евънс открива, че този синтетичен материал е подходящ за употреба в музикалната индустрия, дава гласност на тази възможност и предизвиква дискусии из музикантските среди. Не след дълго американецът Ремо Бели възприема матерала като много иновативен и започва масовото производство на кожи в своята компания за кожи за барабани. Ремо налага нов стандарт в производството и употребата им, като дълги години неговата фирма „Ремо“ е монополист в бранша.
Настъпва истински бум с пластиковите кожи и те се налагат като стандарт при комплекта барабани.
В днешно време изкуствените (пластикови) кожи са предпочитани от повечето барабанисти заради тяхната здравина, отзвучаване и устойчивост на влага. Единственият им недостатък е, че имат „сух звук“ в сравнение с естествените.
Произвеждат се в два варианта единични и двуслойни, като дебелината варира от 0,05 до 0,25 мм.
За изобретател на съвременния педален чинел (фус) се счита Барни Уолбърг, а Папа Джо Джонс един от най-интересните барабанисти които отдава голямо значение на фуса в своята музика.
В същото време друг барабанист, Г. Крупа, създава съвременните стойки за чинели, тъй като практиката чинелите да висят на въжета не му изглеждала подходяща.

## Нотиране
| Голям барабан | Малък барабан | Нисък том-том | Среден том-том | Висок том-том |

| Удар чрез педала на чинела | Удар по педалния чинел (или фус) | Десен чинел | Удар по кубето на десен чинел | Краш чинел | Китайски чинел / сплаш чинел |

| Тремоло | Отворен педален чинел (или фус) | Затворен педален чинел (или фус) | Удар по перваза | Римшот | Триене с четки |

| Триангел на стойка | Маракаси | Дайре на стойка |

| - Тенуто (лек акцент) | > Акцент (стандартен) | ^ Сфорцато (много силен) |

## Основни марки при комплекта барабани
| Аудио примери                                                                                | Аудио примери                          | Аудио примери |
| Част                                                                                         | Съдържание                             | Аудио         |
| -------------------------------------------------------------------------------------------- | -------------------------------------- | ------------- |
| Малък барабан                                                                                | Малък барабан без сурдина              | 53 KB         |
| Малък барабан                                                                                | Малък барабан със сурдина              | 37 KB         |
| Малък барабан                                                                                | Удар по перваза на малкия барабан      | 46 KB         |
| Голям барабан                                                                                | Голям барабан със сурдина              | 54 KB         |
| Том-Томи                                                                                     | 8-инчов висок том-том                  | 59 KB         |
| Том-Томи                                                                                     | 12-инчов висок том-том                 | 41 KB         |
| Том-Томи                                                                                     | Нисък том-том                          | 39 KB         |
| Педален чинел                                                                                | Удар при затворен педален чинел        | 41 KB         |
| Педален чинел                                                                                | Удар при отворен педален чинел         | 58 KB         |
| Педален чинел                                                                                | Удар чрез педала                       | 48 KB         |
| Краш чинел                                                                                   | Удар на краш чинел                     | 52 KB         |
| Десен чинел                                                                                  | Нормален удар                          | 61 KB         |
| Десен чинел                                                                                  | Удар по кубето на чинела               | 71 KB         |
| Десен чинел                                                                                  | Удар по ръба на чинела                 | 67 KB         |
| Ритъм                                                                                        | Типичен рок ритъм върху педалния чинел | 95 KB         |
| Ритъм                                                                                        | Типичен рок ритъм върху десния чинел   | 89 KB         |
| За повече информация вижте категорите Категория:Мембранофони и Категория:Ударни инструменти. |                                        |               |

| Основни марки барабани 1. Pearl Drums 2. Tama Drums 3. Premier Drums 4. Gretsch Drums 5. Yamaha Drums 6. DW Drums (Drum Workshop) 7. Sonor Drums 8. Ludwig Drums 9. LP (Latin Percussion) 10. Taye Drums 11. Slingerland Drums 12. Remo Drums 13. GMS Drums 14. Ayotte Drums 15. Pacific Drums 16. Mapex Drums 17. Fibes Drums 18. Orange County Drums (OCD) 19. Brady Drums 20. Noble and Cooley 21. RocketShells 22. Rogers Drums 23. Arbiter 24. Monolith Drums 25. Baltimore Drum 26. Peavey Drums 27. Maryland Drums 28. Spaun 29. Allegro 30. Craviotto 31. Dunnett 32. C&C 33. Kent 34. Camco 35. Dixon 36. Stagg | Основни марки чинели 1. Agean 2. Ajaha 3. Avedis Zildjian Company 4. Bosphorus 5. Istanbul 6. Istanbul Agop 7. Istanbul Mehmet 8. Italian Bellotti Cymbals 9. Meinl 10. Orion 11. Paiste 12. Sabian 13. Saluda 14. Turk Masters 15. Turkish 16. UFIP 17. Wuhan 18. Xinsir 19. Zildjian Основни марки палки 1. Promark 2. VicFirth 3. Vater 4. Nova 5. Ahead 6. Regal tip 7. Gear 8. Inovative percussion 9. Sound percussion 10. Nenta 11. Rimshot Основни марки кожи 1. Remo 2. Evans 3. Aquarian |